# ゾイド (架空の生物)
ゾイドは、ゾイドシリーズに登場する架空の生物および兵器である。動物の姿をした金属生命体という特徴を持ち、同シリーズのメディアミックスにおいて様々な設定が存在する。

## 概要
トミー（現タカラトミー）が展開する『ゾイド』シリーズにおいては、第一期シリーズ（1983～1990年）から登場する。この最初期には無数の恒星・惑星からなる星域「ゾイド・ゾーン」に生息する陸・海・空・宇宙に適応進化した生命体を、地球人の手によって探査用・戦闘用に改造されたものとしていた。その後、店頭向けの冊子や書籍において地球外惑星ゾイド（後続の作品では惑星Ziと呼称される）における共和国と帝国の対立構図などが形成されるにつれ、同惑星に生息する生物を改造した戦闘兵器という設定が付加されていった。
関連媒体によってゾイドの扱いや設定は異なり、トミーや小学館から展開されていた背景ストーリー『ゾイドバトルストーリー』においてはゾイドコアを持つ金属生命体を改造して兵器としたものとしている。その一方で、2001年のアニメ作品『ゾイド新世紀スラッシュゼロ』や、2004年のアニメ作品『ゾイドフューザーズ』においてはゾイドが競技に用いられる設定となっている。

## 『ゾイドバトルストーリー』におけるゾイド
『ゾイドバトルストーリー』の世界観における設定では、惑星Ziに存在する生命体を総称して金属生命体と呼び、その中で、ゾイドコアを持つものをゾイドと呼ばれている。

### ゾイドコア
ゾイドの種としての基本生体（遺伝データ、内臓など）が凝縮された、生命体の核。内部は高温高圧であるために真球状となっており、自ら重心移動して動く。ゾイドコアはいかに外環境が変化しても、かつて生命が生まれた「高温高圧の原子海水」を再現する命のゆりかごなのである。外見は地球製の核分裂チャンバーに酷似しており、地球製の機械では考えられない莫大な電力を生み出す。なお、ゾイドコアはゾイドによってその大きさは一定ではない。
ゾイドはゾイドコアさえ活動していれば多少の傷は自己修復できるが、これが損壊すると回復不能となって死に至る。
第一期シリーズ時においては「ゾイド生命体」と呼ばれていたもので、「ゾイドコア」という呼称は第二期シリーズ以降に定められたものとなる。

### 野生ゾイド
惑星Ziに存在する、自然発生したままのゾイド群。野生ゾイド、『ゾイドバトルストーリー』の時代では絶滅した古代ゾイド、太古に家畜化されたゾイドなどを総合して金属外骨格生命体と分類される。
惑星Ziにおいて、海中で発生した好熱性の細菌たちは巧みな化学合成によりエネルギーを得て様々な形質へと変化していった。その折に体液をほぼZiの原始海水と同じとし、自身の周囲に金属の殻を持つものが現れ、海底での生存の覇者となった。この時期の金属生命体は原始金属生命体と呼ばれ、同時期に生まれたゾイドカブトガニは後々の時代でもほぼ姿を変えずに地底溶岩湖に生息しているという。その後、環境の猛烈な変化に伴い、地上のような原始高温海水の存在しない状況で生活する手段としてゾイドコアが発達。惑星Zi特有の体構造を持つ生物として、金属外骨格生命体「ゾイド」が誕生した。
野生ゾイドは恐竜型が先ず繁栄した。しかし、これらは約5000～3000万年前に発生した全球凍結の発生によってゾイドの成長に必要な水圏が使用できなくなり、繁殖に支障をきたすと地上世界において絶滅、生き残りも地下世界に追いやられた。一方で、恐竜型ゾイドの繁栄期には物陰にいた動物型ゾイドはそのエネルギー効率の良さと、必ずしも水を必要としない繁殖能力から繁栄していった。このことから、恐竜型ゾイドは古代ゾイドとも呼称される。
別惑星の生物でありながら、その形態や生態が地球の生物に酷似しているのは収斂進化によるものとされる。
備考
ゾイドの起源に関する異説の一つとして、ゾイドコアは古代文明人もしくは外宇宙人の手によって作り出されたもので、ゾイドは自然発生したものではなく、人工生命体だとする説が存在する。それは惑星Ziに済む生物と野生ゾイドの間に共通点こそあるものの、原始金属生命体と金属外骨格生命体（野生ゾイド）の間を繋ぐ種が存在しておらず、ゾイドが生物として不自然な点が多すぎる点に起因している。一部の研究家の間では中央大陸に住む神族がかつて超古代において金属外骨格生命体（ゾイド）を誕生させた古代文明人の末裔だとする説も存在するが、その荒唐無稽さから俗説の域を出ていないとされている。

#### 野生ゾイドの生態
野生ゾイドの世界では地球の生物同様に捕食者と被食者の生存競争が存在する。ゾイドコアの発達によってゾイドは捕食した生物のたんぱく質を自らの体内組織へと転化し、金属元素は骨格や外殻に転化することを可能としている。
原始金属生命体は自分と同類の金属生命体を捕食し、それを自分のエネルギーとして活動していた。生態系の最下層に植物や小さな小さな虫が存在し、それを食べた者がさらに強い者に食べられるという食物連鎖が続いた。その後、ゾイドコアを持ったゾイドへ金属生命体が進化すると、ゾイドコアを中心とした食物連鎖が成立していった。ゾイドコアにはゾイドにとって必要な要素が凝縮されており、これを捕食すれば一気にそれらを補えた。ゾイドにおいても草食性・肉食性の概念が存在し、草食性ゾイドは金属質を含む食物を摂取すればイオン化した金属として消化吸収し、体へと再構成することができる。反面、肉食性ゾイドはイオン化能力が低いため、他のゾイドを捕食し養分としなければならない。
野生ゾイドは成長すると体内に自分のコアと胚（コア）をいくつか（ゾイドによって異なる）作り出し、成体ゾイドの死後はその小さなコアが拡散し、幼体として再び成長していく。こうしたコアには成体ゾイドが存命中に経験した環境の経験が遺伝子データとして蓄積、保存されている。発生した幼体は水中の金属原素を接収し、骨格や外皮を形成していく。やがて陸生型ゾイドは四肢を生やして陸に上がってから成長する。大型のものなら成体への成長に50年を要し、寿命は50年から、長寿のものは200年ほど生きるとされる。
備考
ZAC2099以降を舞台とした第二期シリーズにおいては、惑星Zi大異変の影響で多くのゾイド原種が絶滅危惧状態に追いやられ、保護政策がとられている。そのため、完全な野生体は希少であり、同時代の他のゾイドのよりもはるかに強靭な生命力を有している

#### 野生ゾイドの利用
惑星Zi人は捕獲した野生ゾイドを一部加工し、飼育していた。約1万年前の狩猟時代においてゾイドは人々にとって狩りの対象となり、その内臓や筋肉は貴重な蛋白源となったという。また、惑星Zi人はゾイドを生活のために使い続け、約1万年前から人々の手によるゾイドの品種改良が始まり、ゾイドコアからゾイドを育て、何世代にもかけてゾイドを家畜とした。ZAC1850年ごろには、ゾイドは運搬、作業、狩猟、競技、戦闘などに用いられている。
品種改良によってゾイドの人為的淘汰が発生し、家畜化され繁殖したゾイドたちは後の部族間紛争時代における改造ゾイドのベースとしても重宝された。また、その一方で個体数を減らしつつも文明に晒されず、過酷な地域で生存競争を生き抜いた完全な野生体ゾイドも存在する。

### 戦闘ゾイド（メカ生体）
ゾイドのうち、改造が施された生体兵器（サイボーグ兵器）としてのゾイドを「メカ生体」と分類する。野良化したゾイドや、BLOXのような人工ゾイド群もここにカテゴライズされる。
ZAC1850年ごろには家畜ゾイドに騎乗用の手を加えたものが登場していたが、ZAC1930年ごろになると次第にゾイド自体に手を加え、四肢を人工パーツに取り替え、簡易なコクピットが増設され、人が扱えないほどの投石機やボウガンなどを装備するようになった。また、ZAC1900年以降にはゾイドコアに直接命令が伝えられるようになり、コアに簡単な電気信号を送ることでゾイドをコントロール出来るようになった。さらに進むと、コアから連動した武器が開発されるようになり、高い運動性能をも求められるようになった。そこでサイバネティックスパーツと呼ばれる人工パーツで体の一部を置き換えることでそれを解決した。初期のゾイドの戦闘は人がまたがって乗り、武器を持って直接戦うという地球で言えば騎兵としての役割でしかなかった。その後、どんどんと体は人工パーツに置き換え、最終的にはゾイドに直接武装を取り付け、そのスペース確保のためにより大きな動力を取り付け巨大化し、戦闘機獣が誕生した。
また、ZAC2029年ごろ、太陽系第三惑星（地球）からの移民船、グローバリーIII世号が漂着した。ゾイド人はこの時、地球人と交流し、彼らの持つ高度な科学技術によって次々とゾイドの武装は進化していった。特に惑星Ziでは遅れていたエレクトロニクスの分野がもたらされ、それによってレーザー兵器や誘導するミサイル兵器が誕生し、またレーダーなどによって索敵、照準を合わせる装備が開発された。
戦闘ゾイドは同コストで作られた戦車を圧倒する性能を誇り、メカ生体と化したゾイドの性能は基本的な能力・改造度・ゾイドが本来持ち得る闘争本能に左右され、パイロットとゾイドの相性によっても戦闘能力は変化。ゾイドは強い闘争本能を持つ機体であれば高い戦闘能力を発揮するが、それは同時に搭乗できるパイロットが限定される。逆に、その闘争本能に制限をかければ操縦性が良好となるが、今度は戦闘能力も低下してしまう。また、改造度の少ないゾイドであれば生物ゆえの個体差もあり、同じ機種であっても同一の性能とは限らない。後に開発されたブロックスゾイドではこの個体差も無くなり、制御のために出力も低く抑えられることとなった。
ブロックスゾイドを除き、どのゾイドもバイオテクノロジーによって本来の野生体よりも大型化されており、必ずしも野生体とメカ生体の大きさが同一であるとは限らない。ガイサックも原種はわずか80cmの生物だったが、全長10mまで巨大化されている。ゆえに戦闘ゾイドによっては、ダークスパイナーとスピノサパーのように同一の野生体を用いながらもサイズの異なるものも存在する。ただし、改造の際には野生体のサイズにボディを近づけることでゾイドコアの負担は軽減される。
戦闘用に改造されたゾイドのなかで、戦闘で損傷し、乗り捨てられたゾイドが何らかの形で再び野生化した物は野良ゾイドと呼ばれ、凶暴化していることが多いとされる。こうした野良ゾイドもまた生存に必要なエネルギーや元素を確保すべく他のゾイドを襲撃、捕食することがあるという。
備考
ゾイドの生命工学が発達する中央大陸戦争以前においては、ゾイドコアを溶鉱炉に漬け込むことで強化する方策や、大きなゾイドコアのみを選別して育てる策によってゾイドコアは大型化されてきたという。なお、バトルストーリー中においてはメカ生体と化すゾイドのコアに「機獣化」と呼ばれる措置が施されることが確認できるが、詳細は不明。
惑星Zi大異変以降、野性ゾイドの激減に伴い戦闘ゾイドには家畜化されたゾイドを使用しているため、野性の本能を失い以前よりも性能が下がっているとされる。この時代に導入されているライオン型やタイガー型のような主力クラスのゾイドも、そのほとんどはコピー品だという。そのため、その後作られたゾイドには古代文明の技術であるオーガノイドシステムによるゾイドの生命力強化が図られることになるが、副作用もあったためライガーゼロ開発以降はその純粋野生体本来の生命力と戦闘能力が着目され、再び野生体を利用するようになる。完全な人工ゾイドであるブロックスはコアブロック1個で野生の小型ゾイド1体分のパワーに匹敵し、コアブロックを4つ持つマトリクスドラゴンやキメラドラゴンで大型ゾイドや巨大ゾイドと同等の出力を発揮する。さらに、後に開発されたTB8によって通常ゾイドと同等のコア出力を発揮することにも成功している。
1999年以降のシリーズにおいては、ベースとなるゾイドを確保するため、培養、クローニング、オーガノイドシステムを利用した強制的な増殖などが行われている。また、完全な人工ゾイドであるブロックスなど様々な施策が設定された。

#### 戦闘ゾイドのメンテナンス
戦闘機獣と化したゾイドは新しいコアを産み出せず、繁殖能力を失う。さらに、戦闘機獣となったゾイドはコアを捕食することが出来ない。そのため人の手によって整備、補給が不可欠となった。ゾイドコアを生存させるためには高温高圧の原始海水と同じ成分を一定期間で補充してやらなければならず、また人工の体を作動させるためにはサーボモーターのバッテリー、内部機関を動かすためのオイルが必要となった。なお、メカ生体となったゾイドのコアは修理や改造も視野に入れ、ボディから取り外し可能な構造になっている。
また、ゾイドのボディを人工のものに置き換える場合には元の姿に近い姿にする必要があり、ゾイドコアを戦車の動力源にするという地球人の案は失敗となった。一方で、凱龍輝開発の折にはティラノサウルス型とツバメ型、カブトガニ型を一つのボディに共存させる必要性が生まれたが、これはZOITECの技術によってコア周辺の加工神経に調整が加えられたことで解決を見ている。また、同社が後に開発するワイツタイガーの分離形態であるワイツウルフは、遺伝子情報を封印するプログラムを施すことにより虎型のゾイドコアで狼型のボディを動かすことに成功している。

#### 戦闘ゾイドの操縦系統
家畜として用いられていた時代はゾイドの背に鞍を取りつけた簡素なものだったが、ZAC1900年以降になるとゾイドコアに電気信号を送り、左右の方向転換などを可能にするコントロール装置が作られた。後に生物解剖学が発達したことにより、ゾイドコアを通して自律神経やホルモンバランス、体温調節や筋力の増強といった生物の原理的なコントロールまでもが可能となった。こうした技術発展をうけてゾイドコア周辺には加工神経が設けられ、ZAC1960年ごろになるとゾイド自体もコアを除きほとんどのパーツが人工部品に置き換えられるようになった。
導入時期は不明だが、中央大陸戦争時代には既に「思考コントロール装置」が存在し、パイロットからゾイドへと命令を送るシステムが普及している。1999年からのシリーズにおいては「精神リンク」と呼ばれる概念が存在し、パイロットはコクピットを通してゾイドと精神的な繋がりを持ち、その感情や闘争本能を読み取ることとなる。その反面、乗り手の状況次第でゾイドの性能を完全に発揮できないだけでなく、機体によってはゾイド側がパイロットを拒否し、搭乗可能な人間が限定されるという事態も発生する。
また、ZAC2029年のグローバリー3世号不時着に伴う地球人技術の伝来後は操縦系統のコンピュータナイズ化が進んだ。帝国側のゾイドでは特にコンピュータ制御によって性能を画一化する傾向が強く、生命力や闘争本能と引き換えに、操縦性は良好となっている。自動操縦機も実用化されており、スリーパーはその一例である。ゾイドに搭載される火器類もこうした電子機器により火器管制との連携が行われ、コンピュータによる敵機補足やロックオンを可能としている。一方で、電子技術の発展はグランチャーを始めとした強力な妨害電波発生能力を保有する機体と遭遇した場合、操縦系統を攪乱され、その行動を阻害される弱点も露呈している。この対処方法の一つとしてゾイド側の本能に操縦を委ねる戦法も存在する。
備考
ゾイドはパイロットによって操縦されているため、コクピットの破壊などが発生した場合、作戦行動はとれなくなる。また、思考コントロール装置はパイロット側で停止させることが可能で、その際は操縦がゾイド側の本能に委ねられる。1999年からのゾイドシリーズでは『コンバットシステム』と呼ばれる何らかのソフトウェアの存在も示唆されている。

#### 戦闘ゾイドの運用
地球人の技術が伝来したZAC2029年以降は情報と通信を背景にした電子戦が行われており、アルダンヌの戦い（ZAC2032年10月）の段階で図形認識AIを用いたミサイル、コンピュータ化された火器管制なども実装され、近代戦に突入している。部隊構成の単位はゾイド3機で1個分隊、ゾイド10機で1個小隊、ゾイド30機で1個中隊、100機で大隊、5000機で5個師団とされている。惑星Ziの地形の複雑さから、複数の機種のゾイドを組み合わせて運用することが効果的とされている。ヘリック共和国、ガイロス帝国、ネオゼネバス帝国のいずれも機動陸軍、戦略空軍、海軍が制定されており、さらにそこから重砲隊や高速戦闘部隊といった細分化された兵科が存在し、それぞれにゾイドが配備されている。

### ゾイドに関する技術

#### サーボモーター
各ゾイドに採用されている関節キャップ。ゾイドシリーズでは、これをサーボモーターと位置付けている。
ゾイドが人工部品に置き換えられていくなかで整備性の効率化やコストを踏まえて採用された機構であり、特定機種ごとにその規格は共通化されている。これらサーボモーターは必要な時に取り外しが可能で、古くなれば交換することでメンテナンスは容易に行える。

#### マグネッサーシステム
マグネッサーシステムはゾイドシリーズにおいて広く普及しているテクノロジーの一つである。
磁気風を発生させることでゾイドを飛行させる用法がもっともメジャーだが、ゾイドにおいてはゾイドコアから発する電力を惑星Zi地表と反発させ、駆動をアシストするマグネッサー効果が普遍的に備わっている。
技術的な応用性があり、一部の陸戦ゾイドにおいては磁力風によって地上を高速滑走する効果をもたらす。一部のゾイドに搭載されるマグネーザーもマグネッサーシステムを応用させドリルを高速回転させている。ゾイドブロックスは各パーツごとにマグネッサーシステムを導入し、そのチェンジマイズを迅速に行っている。
備考
『ゾイドバトルストーリー』において設定製作を担当していたスフィウスLABの堀井敏之は、自身のTwitterにおいてマグネッサーシステムとは強電磁波の存在するゾイド星環境下で機能するMHD推進の一種であると言及している。

#### 荷電粒子砲
ゾイドシリーズにおいて最強兵器の一角であるビーム兵器の一種。その原理は荷電粒子を『シンクロトロンジェネレータ』で光速まで増大・加速、機体に存在する射出口から発射するという、ビーム兵器としては比較的メジャーなプロセスを用いている。逆に、ゾイドシリーズにおいては荷電粒子砲と呼称されていない、他のビーム砲の原理は明らかにされていない。
その威力は搭載機種によって差異はあるものの、物質を原子レベルまで分解し、物理的な装甲では防御不可能とされる。

#### ディオハリコン
第一次大陸間戦争時代にガイロス帝国軍（暗黒軍）が用いていたテクノロジーの一つ。暗黒大陸の鉱物に多く含まれる特殊物質であり、これを摂取したゾイドは体内で細胞が合成される際に発光し、エネルギーを産出。このエネルギーは重力砲のようなゾイドの装備に利用される。同技術の導入ゾイドは、ボディの蓄光部分にこのエネルギーを蓄えることも可能としている。
この特殊物質は装甲に蒸着させることでアイスメタルと呼ばれる特殊コーティングが可能で、その際はビームを反射する防御力を発揮する。
また、ゾイドコアに直接注入することで著しく生命力を削る代わりにゾイドの凶暴化とコアの活性化を誘発することも可能とされる。ガイロス帝国（暗黒軍）においては、この用法を採用したゾイドとして無人仕様のジーク・ドーベルへの採用計画を立てられていた。これは背部にディオハリコン注入用のシリンダーを増設したもので、使用の際は同パーツからゾイドコアに投与される。ディオハリコンを直接注入する同技術は開発チームが失踪したことから、廃案に至っている。
こうした物質と技術は第一次大陸間戦争時代には重宝されていたが、ZAC2056年の惑星Zi大異変によって喪失している。

#### 重力コントローラー
『ゾイドリバースセンチュリー』に登場。グローバリー3世号に用いられていた技術で、主にキングゴジュラスの駆動アシストに活用されていたが、重力波を用いた攻撃への転用など応用性も持つ。後にその技術が流用、漏洩し、一部はドスゴドスやヴァルガといった機体に生かされている。

#### エネルギーフィールド
『ゾイドリバースセンチュリー』に登場。重力コントローラー同様、キングゴジュラスに用いられていた技術であり、その巨体を支える効果を持つ。キングゴジュラスの大破後はガイロス帝国軍に漏洩し、ヴァルガの機体フレームに転用された。また、この技術を応用したエネルギー変換システムも存在し、それを伝達に用いることで無人ゾイドのコントロールも可能としている。
重力コントローラーとともにリバースセンチュリー以後の時代では登場しない技術であるが、その理由は明らかにされていない。

#### オーガノイドシステム
オーガノイドシステムは、古代ゾイド人によって生み出されたテクノロジーであり、ゾイドの戦闘能力を向上させるシステムである。その代償として、ゾイド自身が狂暴になるだけでなく、パイロットの精神にも悪影響を及ぼす。西方大陸戦争初期に陣営を問わず利用されたが、その弊害からライガーゼロのような完全野生体ベース機が登場すると、ネオゼネバス帝国を除いて利用されなくなっていった。

## アニメ『ゾイド -ZOIDS-』におけるゾイド
アニメ『ゾイド -ZOIDS-』においては、すべてのゾイドコアは古代ゾイド人が作り出したゾイドイヴにより発生したもので、そのエネルギーはゾイドイヴから供給されている。同作においてはコンバットシステムが各機に搭載されており、それが停止（フリーズ）することでゾイドの戦闘機能が停止する場面も見られた。
一方で、同作をベースとしたゲーム『ゾイド -ZOIDS- 邪神復活!〜ジェノブレイカー編〜』においてはゾイドの野生体が数体登場し、同ゲームにおいては多くはゾイドエッグから孵る。また、同ゲームではレアヘルツの影響で暴走こそしないが、戦闘ゾイドに改造しないと寿命が短くなるという特徴を持っている。

## 漫画『機獣新世紀ZOIDS』におけるゾイド
上山道郎による漫画作品『機獣新世紀ZOIDS』では、すべてのゾイドはゾイドイヴと呼ばれるゾイドから枝分かれした子孫であると説明されているものの、詳細は明らかではない。作中ではアレックス神父によって、ゾイドは人間が操縦するために自我を持たないといった旨の説明もなされているが、後の展開でオーガノイド・ジークによってゾイドの記憶が読み取られる描写も存在する。

## アニメ『ゾイドジェネシス』におけるゾイド
『ゾイドジェネシス』作中では、ゾイドの詳細な誕生経緯は語られていないものの、旧時代の文明が崩壊した後に地下に埋没されていたものを発掘して使用している。なお、同作における戦闘ゾイドはレッゲルと呼ばれるゲル状の液体を燃料としている。
作中では異なる種別のゾイドとしてバイオゾイドが登場するが、こちらは工場によって部品が製造される場面が存在する。後に同ゾイドは旧時代の技術を保全していた天空人からディガルド武国にもたらされていたことが明かされている。

## 『ZOIDS concept art』におけるゾイド
こちらの設定では、地球からの入植船「ZOIC-NOA」が惑星ゾイドに生息していた原子金属生命体に地球生物の遺伝子を取り入れたものとされる。

## 『ゾイドワイルド』シリーズにおけるゾイド
『ゾイドワイルド』シリーズの設定では、ゾイドは数万年前に宇宙から飛来した1つのゾイドコアより誕生したとされ、地中に眠る骨格を発掘し、装甲を取り付けて復元される機械生命体とされる。『ゾイドワイルド』シリーズの担当者の一人であるタカラトミーの徳山光俊によれば、同シリーズのコンセプトアートの段階では地球の恐竜絶滅期に惑星ゾイドからきたゾイドコアと恐竜の本能が融合し同作のゾイドが誕生したと説明している。
一方で、アニメ『ゾイドワイルド ZERO』においては、ゾイドワイルドの世界におけるゾイドは惑星Ziの科学者であるボーマン博士が荒廃した地球を再生するために計画したZiフォーミング用の装置によって惑星開拓用に自己生成される手筈であったが、反乱者によって乗っ取られた惑星Ziの科学船がワームホールを通じて過去の地球へと訪れ、そこにあったテラフォーミング装置によって地球生まれのゾイドが誕生した経緯となっている。
シリーズ中では地球生まれのゾイドの他に地球外ゾイドが登場しており、その一つのゼログライジスは作中の時代から6500万年前に飛来したゾイドコアから発生した惑星Ziとは異なるゾイド因子を持つゾイドとしており、恐竜を絶滅させたとする説も存在するとしているが、タカラトミーのイベント広報では、ゼログライジスは惑星ゾイドの液体金属湖にて覚醒した無敵生命体の一つとしている。